# Chersodromus liebmanni
Chersodromus liebmanni е вид змия от семейство Смокообразни (Colubridae). Видът не е застрашен от изчезване.

## Разпространение и местообитание
Разпространен е в Мексико.
Обитава гористи местности, планини, възвишения и плантации.

## Описание
Популацията на вида е стабилна.